# Mahnomen, Minnesota
Mahnomen là một thành phố thuộc quận Mahnomen, tiểu bang Minnesota, Hoa Kỳ. Năm 2010, dân số của thành phố này là 1214 người.

## Dân số
- Dân số năm 2000: 1202 người.
- Dân số năm 2010: 1214 người.